# Astyanax magdalenae
Astyanax magdalenae és una espècie de peix de la família dels caràcids i de l'ordre dels caraciformes.

## Morfologia
- Els mascles poden assolir 10 cm de llargària total.[5][6]

## Alimentació
És omnívor: menja plantes, fitoplàncton i invertebrats.

## Hàbitat
Viu a àrees de clima tropical.

## Distribució geogràfica
Es troba a Sud-amèrica: conca del riu Catatumbo i rius colombians.